# Milan Urban (1967)
Milan Urban (* 17. června 1967) je bývalý slovenský fotbalista.

## Fotbalová kariéra
V československé lize hrál za Lokomotívu Košice. Nastoupil v 1 ligovém utkání.

## Ligová bilance
| Ročník                                      | Zápasy | Góly | Klub              |
| ------------------------------------------- | ------ | ---- | ----------------- |
| 1. československá fotbalová liga 1985/86    | 1      | 0    | Lokomotíva Košice |
| 1. slovenská národní fotbalová liga 1986/87 | 9      | 0    | Lokomotíva Košice |
| 1. slovenská národní fotbalová liga 1987/88 | 1      | 0    | Lokomotíva Košice |
| CELKEM                                      | 1      | 0    |                   |